# Marguerite de Habsbourg-Lorraine
Titres
Épouse du prince héritier de Wurtemberg
24 janvier 1893 – 24 août 1902
(9 ans et 7 mois)
Princesse-abbesse du chapitre impérial des Dames nobles de Prague
21 mai 1886 – 1er janvier 1893
(6 ans, 7 mois et 11 jours)
Marguerite de Habsbourg-Lorraine, née à Artstetten, Autriche-Hongrie, le 13 mai 1870 et morte à Gmunden le 24 août 1902, Autriche-Hongrie, est un membre de la maison de Habsbourg-Lorraine, nièce de l'empereur François-Joseph, devenue par mariage, en 1893, duchesse de Wurtemberg.

## Biographie

### Origines familiales
Marguerite, née le 13 mai 1870 au château d'Artstetten dans le district de Melk en Basse-Autriche, est la première fille de l'archiduc Charles-Louis d'Autriche et de sa seconde épouse Marie-Annonciade de Bourbon-Siciles. Elle a trois frères aînés : 1) François-Ferdinand d'Autriche, l'héritier du trône austro-hongrois, 2) Otto, père de l'empereur Charles Ier et 3) Ferdinand. 
Elle est donc aussi une nièce de l'empereur François-Joseph Ier.
Marguerite de Habsbourg-Lorraine est, à partir du 27 mai 1886, abbesse laïque au couvent thérésien des Dames nobles du Hradschin à Prague.

### Mariage et descendance

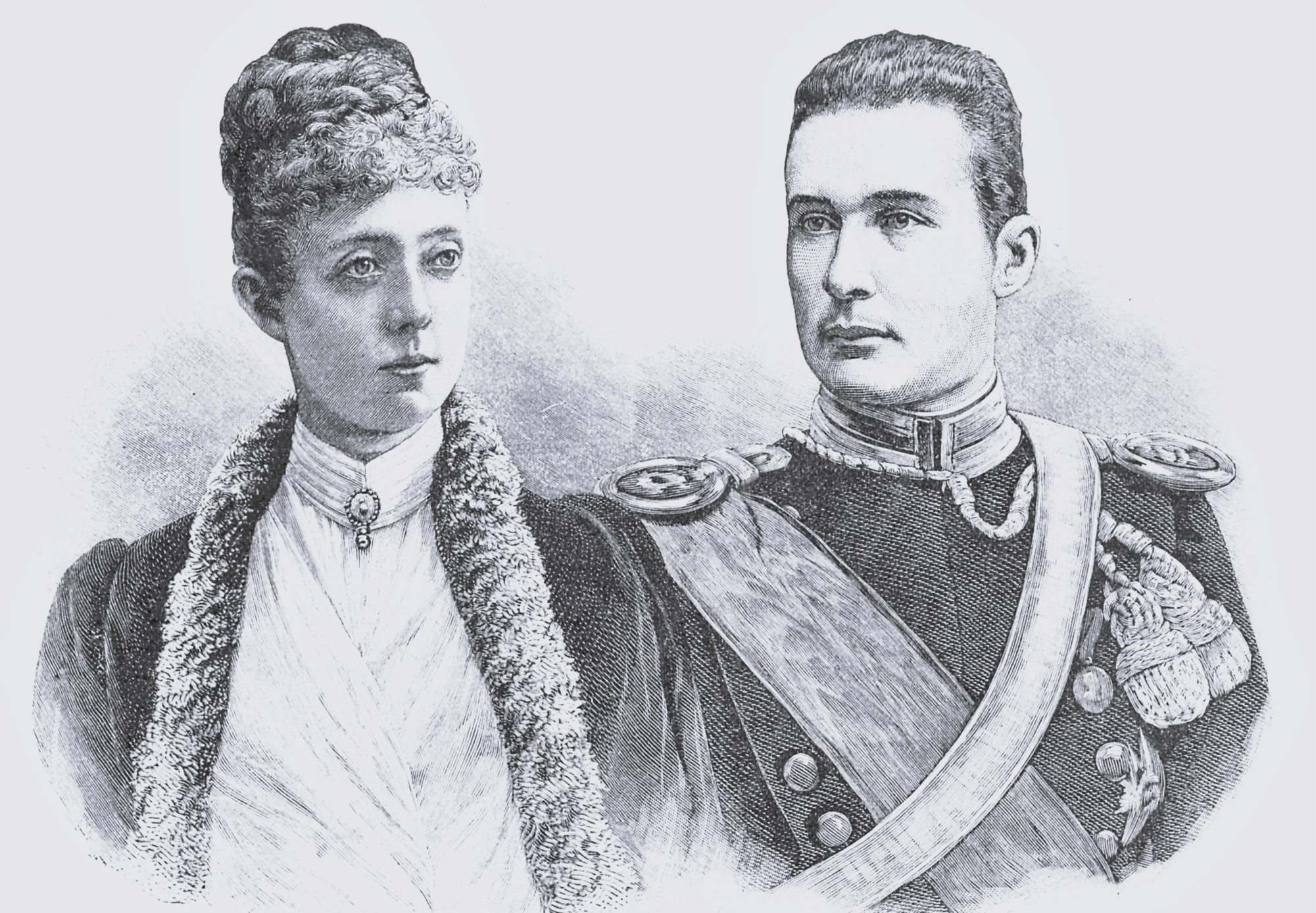
L’archiduchesse Marguerite et son époux Albert de Wurtemberg.

Marguerite de Habsbourg épouse, à Vienne, le 24 janvier 1893, le duc Albert de Wurtemberg (né à Vienne le 23 décembre 1865 et mort au château d'Altshausen le 29 octobre 1939), fils du duc Philippe de Wurtemberg et de l'archiduchesse Marie-Thérèse d'Autriche, héritier du trône de Wurtemberg.
Les mariés sont cousins issus de germains : ils ont tous deux pour arrière-grands-parents Charles-Louis d'Autriche, duc de Teschen (1771-1847) et Henriette de Nassau-Weilbourg (1797-1829).
Sept enfants sont nés de leur union, :
- Philippe Albert de Wurtemberg, (né à Stuttgart le 14 novembre 1893 et mort à Ravensbourg le 15 avril 1975), duc de Wurtemberg, marié en premières noces, en 1923, avec l'archiduchesse Hélène d'Autriche (1903-1924), dont une fille, puis en secondes noces, en 1928, avec l'archiduchesse Rose-Marie de Habsbourg-Toscane (1906-1983), dont six enfants ;
- Albrecht Eugen de Wurtemberg (né à Stuttgart le 8 janvier 1895 et mort à Schwäbisch Gmünd le 24 juin 1954), il épouse, en 1924, Nadejda de Bulgarie (1899-1958), fille de Ferdinand Ier de Bulgarie), dont cinq enfants ;
- Carl Alexander de Wurtemberg (né à Stuttgart le 12 mars 1896 et mort au château d'Altshausen le 27 décembre 1964), duc de Wurtemberg, religieux sous le nom de Père Odo dans l'abbaye bénédictine de Beuron ;
- Marie Amélie de Wurtemberg (née à Gmunden le 15 août 1897 et morte au château d'Altshausen le 13 août 1923), célibataire ;
- Marie Thérèse de Wurtemberg (née au château de Rosenstein, Stuttgart, le 16 août 1898 et morte à l'abbaye Sainte-Hildegarde d'Eibingen, le 26 mars 1928), religieuse sous le nom de Mère Maria Benedicta le 14 octobre 1919, professe le 14 septembre 1925 ;
- Marie Élisabeth de Wurtemberg (née à Potsdam le 12 septembre 1899 et morte à Mérano le 15 avril 1900) ;
- Marguerite Marie de Wurtemberg (née au château de Rosenstein, Stuttgart, le 4 janvier 1902 et morte au château d'Altshausen le 22 avril 1945), célibataire.

### Mort et funérailles
Opérée d'une « tumeur sanguine intestinale, l'archiduchesse Marguerite meurt, deux jours plus tard, d'une faiblesse cardiaque », à l'âge de 32 ans, après neuf ans de mariage à Gmunden le 24 août 1902. Elle laisse six enfants dont l'aîné n'a que huit ans. Elle est inhumée initialement au château de Ludwigsbourg, puis son cercueil est transféré, en 1928, dans la nouvelle crypte familiale du château d'Altshausen.

## Galerie

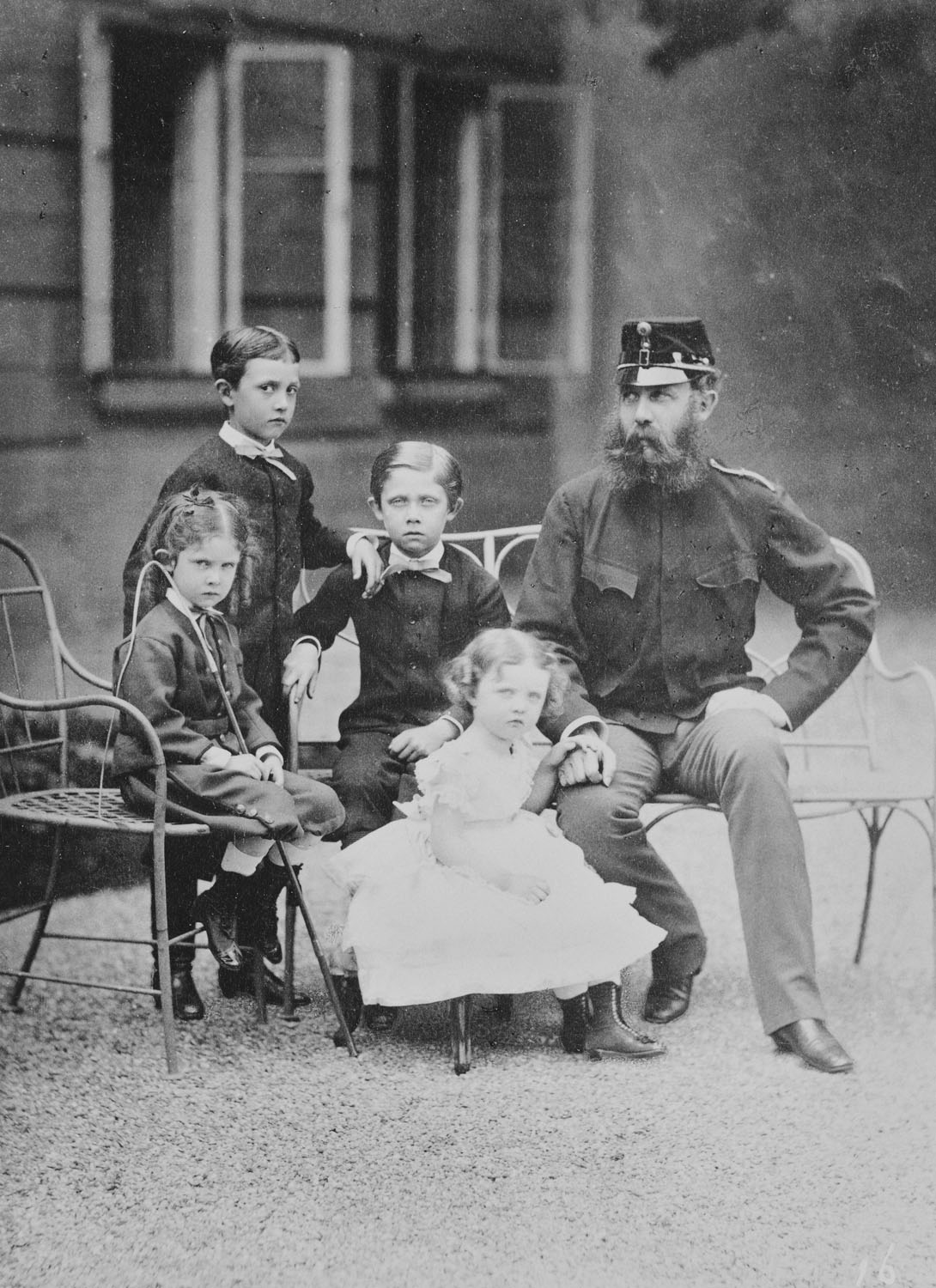
Marguerite avec son père et ses frères en 1873.
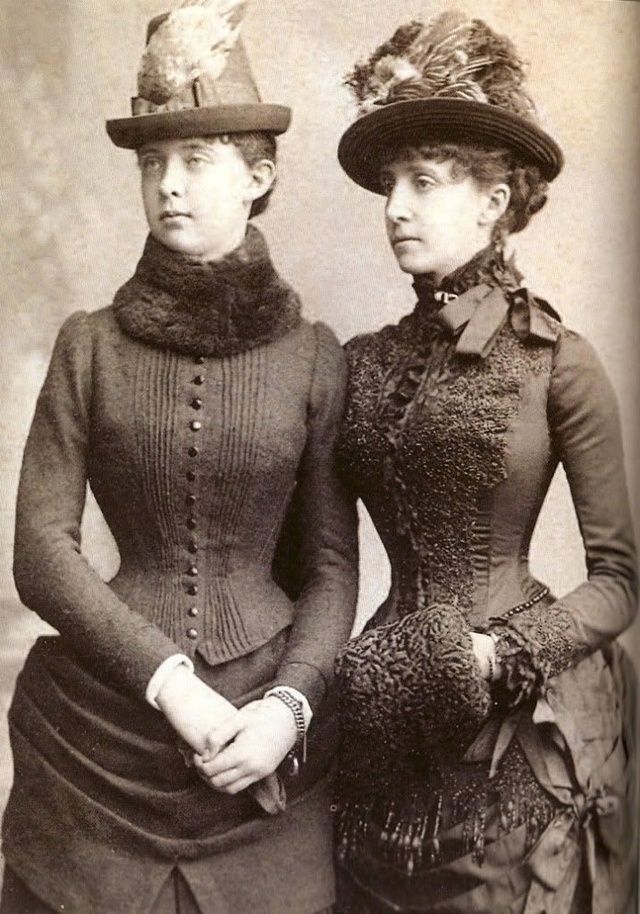
Marguerite et sa belle-mère Marie-Thérèse de Bragance, dans les années 1880.
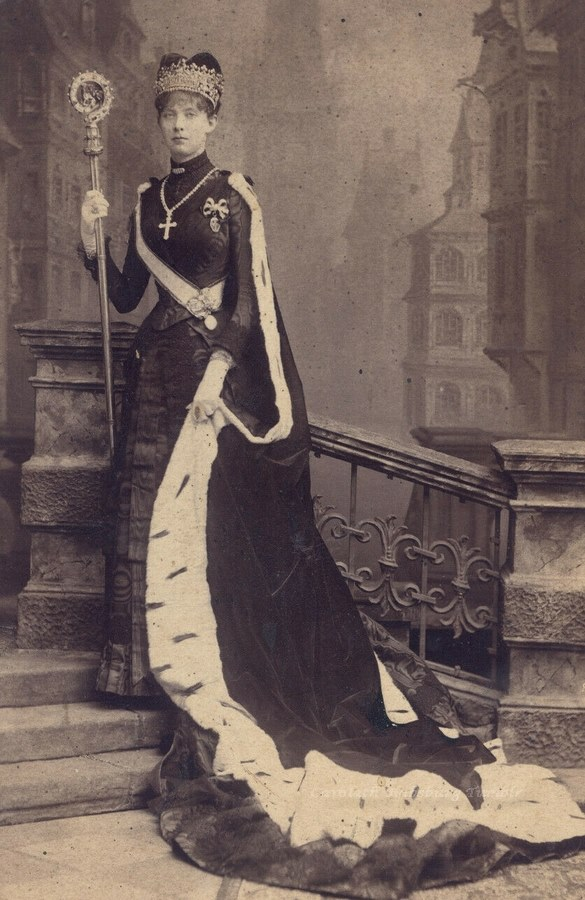
Marguerite dans les années 1890.
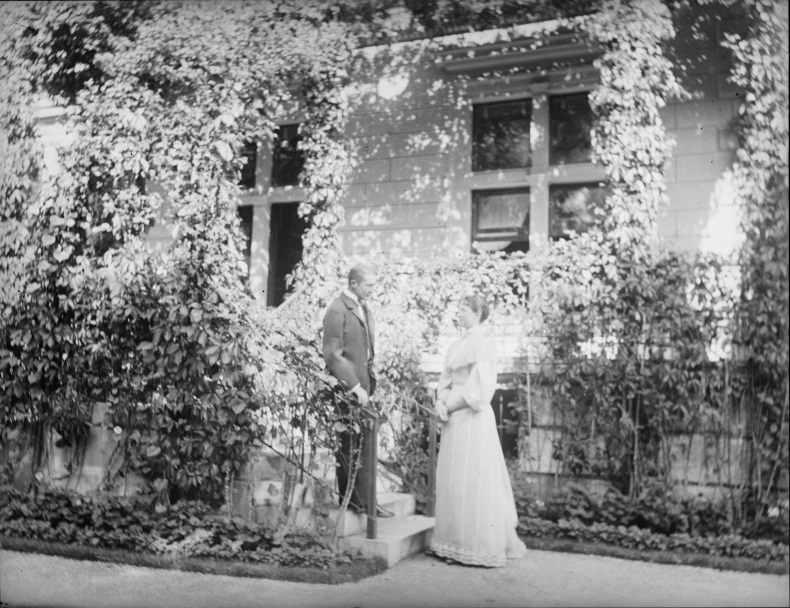
Marguerite et son mari Albert de Wurtemberg.
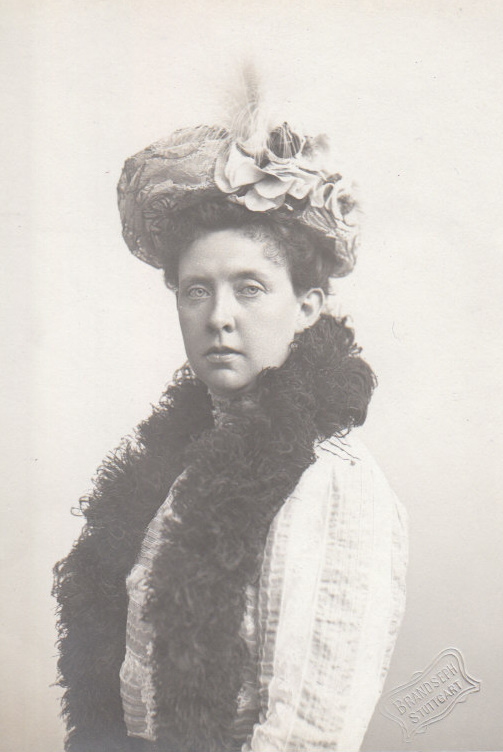
Marguerite vers 1901.

## Distinctions
Marguerite de Habsbourg-Toscane est :
- Dame noble de l'ordre de la Croix étoilée, Autriche-Hongrie ;
- Dame de l'ordre de Sainte-Élisabeth (Royaume de Bavière) ;
- Dame d'honneur de l'ordre de Thérèse (Royaume de Bavière).

## Ascendance
|  |                                                |  |  |  |  |  |  |  |  |  |  |  |  |
|  | 8. François Ier d'Autriche                     |  |  |  |  |  |  |  |  |  |  |  |  |
|  |                                                |  |  |  |  |  |  |  |  |  |  |  |  |
|  |                                                |  |  |  |  |  |  |  |  |  |  |  |  |
|  | 4. François-Charles d'Autriche                 |  |  |  |  |  |  |  |  |  |  |  |  |
|  |                                                |  |  |  |  |  |  |  |  |  |  |  |  |
|  |                                                |  |  |  |  |  |  |  |  |  |  |  |  |
|  | 9. Marie-Thérèse de Bourbon-Naples             |  |  |  |  |  |  |  |  |  |  |  |  |
|  |                                                |  |  |  |  |  |  |  |  |  |  |  |  |
|  |                                                |  |  |  |  |  |  |  |  |  |  |  |  |
|  | 2. Charles-Louis d'Autriche                    |  |  |  |  |  |  |  |  |  |  |  |  |
|  |                                                |  |  |  |  |  |  |  |  |  |  |  |  |
|  |                                                |  |  |  |  |  |  |  |  |  |  |  |  |
|  | 10. Maximilien Ier de Bavière                  |  |  |  |  |  |  |  |  |  |  |  |  |
|  |                                                |  |  |  |  |  |  |  |  |  |  |  |  |
|  |                                                |  |  |  |  |  |  |  |  |  |  |  |  |
|  | 5. Sophie de Bavière                           |  |  |  |  |  |  |  |  |  |  |  |  |
|  |                                                |  |  |  |  |  |  |  |  |  |  |  |  |
|  |                                                |  |  |  |  |  |  |  |  |  |  |  |  |
|  | 11. Caroline de Bade                           |  |  |  |  |  |  |  |  |  |  |  |  |
|  |                                                |  |  |  |  |  |  |  |  |  |  |  |  |
|  |                                                |  |  |  |  |  |  |  |  |  |  |  |  |
|  | 1. Marguerite de Habsbourg-Lorraine            |  |  |  |  |  |  |  |  |  |  |  |  |
|  |                                                |  |  |  |  |  |  |  |  |  |  |  |  |
|  |                                                |  |  |  |  |  |  |  |  |  |  |  |  |
|  | 12. François Ier des Deux-Siciles              |  |  |  |  |  |  |  |  |  |  |  |  |
|  |                                                |  |  |  |  |  |  |  |  |  |  |  |  |
|  |                                                |  |  |  |  |  |  |  |  |  |  |  |  |
|  | 6. Ferdinand II des Deux-Siciles               |  |  |  |  |  |  |  |  |  |  |  |  |
|  |                                                |  |  |  |  |  |  |  |  |  |  |  |  |
|  |                                                |  |  |  |  |  |  |  |  |  |  |  |  |
|  | 13. Marie-Isabelle d'Espagne                   |  |  |  |  |  |  |  |  |  |  |  |  |
|  |                                                |  |  |  |  |  |  |  |  |  |  |  |  |
|  |                                                |  |  |  |  |  |  |  |  |  |  |  |  |
|  | 3. Marie-Annonciade de Bourbon-Siciles         |  |  |  |  |  |  |  |  |  |  |  |  |
|  |                                                |  |  |  |  |  |  |  |  |  |  |  |  |
|  |                                                |  |  |  |  |  |  |  |  |  |  |  |  |
|  | 14. Charles-Louis d'Autriche-Teschen           |  |  |  |  |  |  |  |  |  |  |  |  |
|  |                                                |  |  |  |  |  |  |  |  |  |  |  |  |
|  |                                                |  |  |  |  |  |  |  |  |  |  |  |  |
|  | 7. Marie-Thérèse de Habsbourg-Lorraine-Teschen |  |  |  |  |  |  |  |  |  |  |  |  |
|  |                                                |  |  |  |  |  |  |  |  |  |  |  |  |
|  |                                                |  |  |  |  |  |  |  |  |  |  |  |  |
|  | 15. Henriette de Nassau-Weilbourg              |  |  |  |  |  |  |  |  |  |  |  |  |
|  |                                                |  |  |  |  |  |  |  |  |  |  |  |  |
|  |                                                |  |  |  |  |  |  |  |  |  |  |  |  |